# Cylindrocarpon didymum
Cylindrocarpon didymum är en svampart som först beskrevs av Harting, och fick sitt nu gällande namn av Hans Wilhelm Wollenweber 1924. Cylindrocarpon didymum ingår i släktet Cylindrocarpon och familjen Nectriaceae.   Inga underarter finns listade i Catalogue of Life.